# Эргашев, Шариф
Шариф Эргашев (19 декабря 1915 года [1 января 1916] — 5 декабря 1978 года) — красноармеец, участник Великой Отечественной войны, Герой Советского Союза.

## Биография
Родился 19 декабря 1915 года (1 января 1916) в кишлаке Денау Бухарского эмирата (ныне город в Сурхандарьинскаой области Узбекистана). Узбек. Образование получил в начальной школе, работал в колхозе, с 1944 года был членом ВКП(б)/КПСС.
B 1943 году был призван в Рабоче-крестьянскую Красную Армию Вабкентским райвоенкоматом Бухарской области. В феврале того же года отправлен на фронт как стрелок 1-го стрелкового батальона 883-го полка 193-й стрелковой дивизии 65-й армии Центрального фронта.
Шариф Эргашев в составе штурмовой группы 15 октября 1943 года в числе первых в полку переправился через реку Днепр у села Каменка Репкинского района Черниговской области Украины и ворвался в траншеи противника. В этом бою был ранен, но остался в строю до выполнения боевой задачи.
30 октября 1943 года Указом Президиума Верховного Совета СССР Шарифу Эргашеву было присвоено звание Героя Советского Союза за героизм, проявленный во время форсировании Днепра, с вручением ордена Ленина и медали «Золотая Звезда» (№ 3996).
После окончания войны вернулся на родину, окончил курсы председателей колхоза в 1946 году, был заместителем председателя колхоза, потом стал председателем кишлачного Совета в Янгибазаре. Скончался 5 декабря 1978 года, похоронен в родном кишлаке.

## Награды
- Медаль «Золотая Звезда» Героя Советского Союза;
- орден Ленина;
- медали.

## Память
Именем Эргашева были названы улица и школа в кишлаке Янгибазар, улица в Бухаре, колхоз в Пешкунском районе Бухарской области.